# بوب مارتن (ملاكم)
بوب مارتن (11 نوفمبر 1897 - 1978) هو ملاكم أمريكي، صنّف ضمن فئة وزن ثقيل.